# Sverre Stenersen
Sverre Stenersen (n. 18 iunie 1926, Comuna Målselv, Troms, Norvegia – d. 17 decembrie 2005, Comuna Målselv, Troms, Norvegia) a fost un săritor cu schiurile ce a reprezentat Norvegia, medaliat olimpic. A participat la 3 ediții ale Jocurilor Olimpice (1952, 1956, 1960) în care a câștigat o medalie de aur și o medalie de bronz.